# Menhir du Gué Blandin
Le menhir du Gué Blandin est un menhir situé à Izé dans le département français de la Mayenne.

## Situation
Le menhir est situé au nord-ouest du hameau du Gué Blandin à 2,25 km au nord du bourg d'Izé, dans la vallée de la Vaudelle, dans le département français de la Mayenne.

## Description
Le menhir mesure environ 3 m de hauteur.